# Royal Caribbean Cruises
Royal Caribbean Group — американско-норвежское предприятие, является второй по величине круизной компанией в мире, зарегистрированное в Монровии, Либерия и имеющее штаб-квартиру в Майами, США. В её состав входят пять дочерних предприятий Celebrity Cruises, Royal Caribbean International, Pullmantur Cruises (которой принадлежит также авиакомпания Pullmantur Air), Azamara Club Cruises и CDF Croisières de France. Кроме того, предприятию принадлежит 50 процентов акций TUI Cruises.
Акции Royal Caribbean Cruises котируются на Нью-Йоркской фондовой бирже и бирже Осло.
Идентификационный номер компании: 4005696

## История предприятия и марки

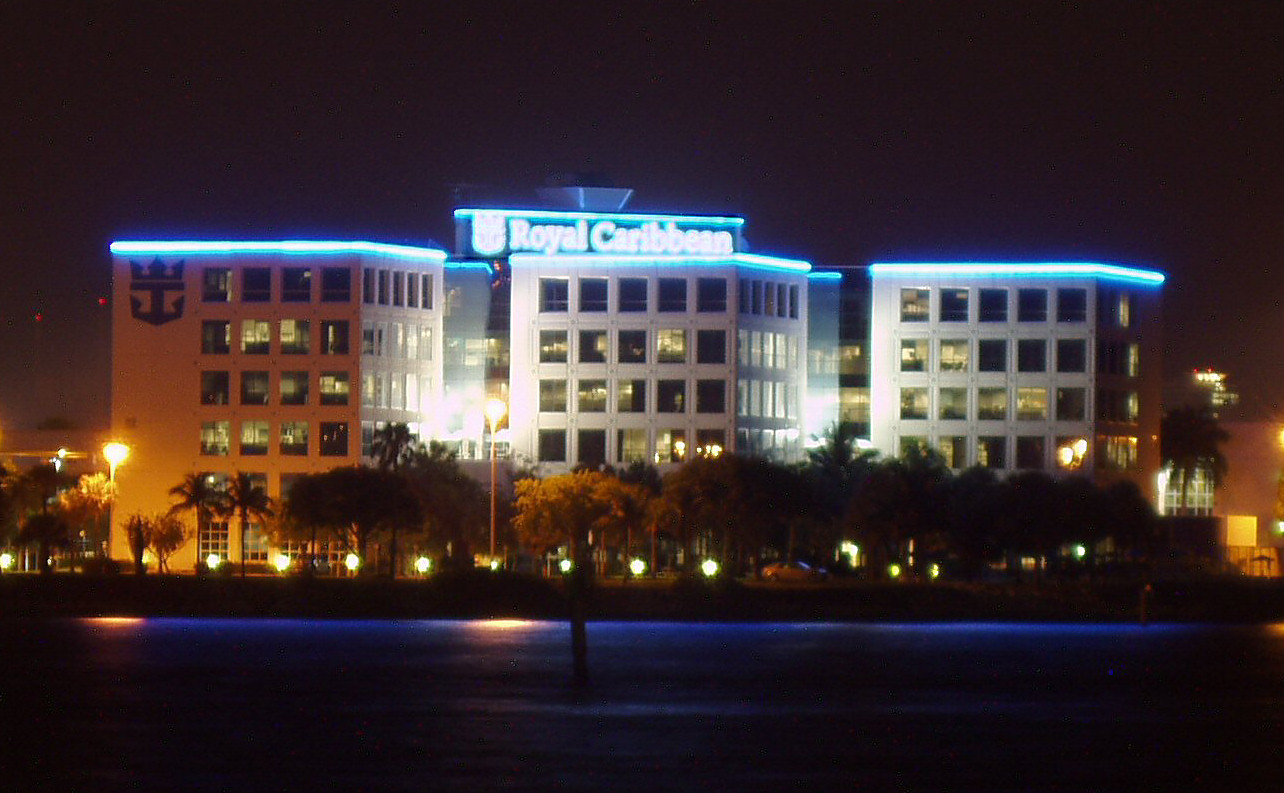
Американская штаб-квартира в Майами, Флорида

Royal Caribbean Cruises Ltd. была создана в 1997 г. на базе основанной в 1968 г. Royal Caribbean Cruise Line и прикупленной компанией Celebrity Cruises, основанной в 1988 г. Было принято решение о сохранении обоих брендов после слияния, только вот Royal Caribbean Cruise Line была переименована в Royal Caribbean International, а Royal Caribbean Cruises Ltd. стала для обеих дочек материнской компанией.
Третьим брендом у Royal Caribbean Cruises Ltd. стала Island Cruises, как совместное предприятие с британской First Choice Holidays, обеспечив выход на рынки Великобритании и Бразилии.
В ноябре 2006 г. Royal Caribbean Cruises Ltd. купила Pullmantur Cruises в Мадриде (Испания), что обеспечило создание новых круизных линий, в мае 2007 г. была создана Azamara Club Cruises как дочка Celebrity Cruises. и в мае 2008 г. CDF Croisières de France, нацеленная на клиента, говорящего по-французски. Другой новой круизной компанией стала TUI Cruises, которая начала свою деятельность в 2009 г. Бренд направлен на немецкоговорящую аудиторию и является совместным предприятием с TUI Travel PLC.

## Структура концерна
- Azamara Club Cruises
- CDF Croisières de France
- Celebrity Cruises
- Pullmantur Cruises
- Royal Caribbean International
- TUI Cruises

## Круизные суда в собственности Royal Caribbean Cruises Ltd
- Royal Caribbean International — Adventure of the Seas, Allure of the Seas, Brilliance of the Seas, Enchantment of the Seas, Explorer of the Seas, Freedom of the Seas, Grandeur of the Seas, Independence of the Seas, Jewel of the Seas, Liberty of the Seas, Majesty of the Seas, Mariner of the Seas, Navigator of the Seas, Oasis of the Seas, Radiance of the Seas, Rhapsody of the Seas, Serenade of the Seas, Splendour of the Seas, Vision of the Seas, Voyager of the Seas.
- Celebrity Cruises — celebrity edge Celebrity Century, Celebrity Constellation, Celebrity Eclipse, Celebrity Equinox, Celebrity Infinity, Celebrity Millennium, Celebrity Solstice, Celebrity Silhouette, Celebrity Summit, Celebrity Xpedition.
- Pullmantur Cruises — Empress, Monarch, Sovereign, Zenith, Horizon
- Azamara Club Cruises — Azamara Journey, Azamara Quest.
- CDF Croisières de France — Bleu de France.

### Совместное предприятие сTUI AG
- TUI Cruises — Mein Schiff 1, Mein Schiff 2, Mein Schiff 3, Mein Schiff 4

### Бывшие бренды
- Island Cruises (принадлежало 50 % акций в 2000—2008)

## Прочие компании в собственности Royal Caribbean Cruises Ltd
- Air Pullmantur